# Quanah
Quanah ist eine Ortschaft in Hardeman County im US-Bundesstaat Texas und zugleich der Verwaltungssitz (County Seat) dieses Countys. Das U.S. Census Bureau hat bei der Volkszählung 2020 eine Einwohnerzahl von 2279 ermittelt.
Der Ort wurde nach Quanah Parker benannt, dem letzten Häuptling der Comanche.

## Geographie
Der Ort hat eine Fläche von 9,0 km² und ist rund 300 Kilometer von der fünftgrößten Stadt in Texas, Fort Worth, entfernt.

## Demografie
Nach der Volkszählung im Jahr 2000 lebten hier 3.022 Menschen in 1.255 Haushalten und 823 Familien. Die Bevölkerungsdichte betrug 334,3 Einwohner pro km². Ethnisch betrachtet setzte sich die Bevölkerung zusammen aus 84,05 % weißer Bevölkerung, 4,96 % Afroamerikanern, 0,40 % amerikanischen Ureinwohnern, 0,43 % Bewohnern aus dem pazifischen Inselraum, 8,24 % anderer Abstammung und 1,92 % stammten von zwei oder mehr Erhnien ab. 16,48 % der Bevölkerung waren spanischer Abstammung oder Lateinamerikaner.
Von den 1.255 Haushalten hatten 29,2 % Kinder unter 18 Jahre, die im Haushalt lebten. 51,8 % waren verheiratete, zusammenlebende Paare, 10,4 % waren allein erziehende Mütter. 34,4 % waren keine Familien, 31,9 % bestanden aus Singlehaushalten und in 20,2 % der Haushalte lebten Menschen im Alter von 65 Jahren oder darüber. Die durchschnittliche Haushaltsgröße betrug 2,35 und die durchschnittliche Familiengröße betrug 2,96 Personen.
25,1 % der Bevölkerung waren unter 18 Jahre alt, 7,9 % zwischen 18 und 24, 22,0 % zwischen 25 und 44, 22,9 % zwischen 45 und 64 und 22,0 % waren 65 Jahre oder älter. Das Durchschnittsalter betrug 42 Jahre. Auf 100 weibliche Personen kamen 87,6 männliche Personen. Auf 100 Frauen im Alter von 18 Jahren oder darüber kamen 83,2 Männer.
Das jährliche Durchschnittseinkommen eines Haushalts betrug 26.354 USD und das durchschnittliche Einkommen einer Familie betrug 29.506 USD. Männer hatten ein durchschnittliches Einkommen von 26.472 USD gegenüber den Frauen mit 18.403 USD. Das Prokopfeinkommen betrug 16.841 USD. 16,6 % der Familien und 20,7 % der Bevölkerung lebten unterhalb der Armutsgrenze.

## Söhne und Töchter der Stadt
- Fred C. Koch (1900–1967), Chemieingenieur und Unternehmer
- Edward Givens (1930–1967), Astronautenanwärter
- Judias Anna Buenoano (1943–1998), Serienmörderin